# سليمان بن هود
المستعين بالله سليمان بن محمد بن هود الجذامي حاكم طائفة سرقسطة في عصر ملوك الطوائف.

## سيرته
ينتسب أبو أيوب سليمان بن محمد بن هود لقبيلة بني جذام القحطانية في الأندلس، وفي فترة الفتنة كان سليمان بن هود من بين قادة جيش المنذر بن يحيى التجيبي، وبعد وفاة المنذر، استولى على لاردة بعد أن قتل عاملها، ومن بعدها ضم إليها تطيلة ومنتشون، ثم استغل سليمان بن هود ثورة أهل سرقسطة على عبد الله بن الحكم التجيبي الذي كان قد قتل ابن عمه معز الدولة التجيبي وخلفه في حكم طائفة سرقسطة عام 430 هـ، فسار إلى سرقسطة، واستولى عليها.
في عام 436 هـ، أرسل المستعين ابنه أحمد بقوة انتزعت مدينة وادي الحجارة من ملك بني ذي النون. حاول المأمون أن يستنقذ المدينة من يد ابن هود، إلا أنه هُزم في عدة معارك أمام أحمد بن هود، فانسحب إلى طلبيرة، فطارده ابن هود حتى أمر سليمان ابنه بالكف عن مطاردة المأمون. حينئذ، لجأ المأمون إلى فرناندو الأول ملك ليون وقشتالة يطلب مساعدته للانتقام من ابن هود على أن يقر بسيادته، ويؤدى له الجزية. قبل فرناندو منه ذلك، وأرسل جنوده لأراضي ابن هود، فاجتاحتها دون مقاومة من ابن هود الذي التجأ وبنيه إلى حصونه. صادف غزو جند فرناندو لأراضي سرقسطة وقت الحصاد، فظلوا لشهرين يغيرون على تلك الأراضي، وحصدوا الزروع وعادوا بها إلى قشتالة. كما استغل المأمون ذلك، وأغار على أراضي سرقسطة المجاورة لأراضيه.
لجأ ابن هود أيضًا للاستنصار بملك قشتالة، فدفع أموالاً طائلة لفرناندو ليغير على أراضي ابن ذى النون. فبعث فرناندو جنوده للإغارة على أراضي طليطلة الشمالية حتى قلعة هنارس، وغضب المأمون وأرسل إلى غارسيا سانشيث الثالث ملك نافارا بالأموال ليغير على أراضي ابن هود. فأغار ابن هود وحلفاؤه المسيحيين على مدينة سالم ثم استعاد ابن هود كل الحصون التي كان المأمون قد انتزعها منه. فأرسل المأمون لغارسيا سانشيث يدعوه لمهاجمة أراضي ابن هود، وظلت الحرب بينهما على هذا الحال حتى وفاة سليمان بن هود عام 438 هـ.